# Поминовская
Поминовская — деревня в Тарногском районе Вологодской области.
Входит в состав Спасского сельского поселения, с точки зрения административно-территориального деления — в Верхнеспасский сельсовет.
Расстояние по автодороге до районного центра Тарногского Городка — 24 км, до центра муниципального образования Никифоровской — 7 км.
По переписи 2002 года население — 1 человек.